# Zaporiżżia (rejon pokrowski)
Zaporiżżia (ukr. Запоріжжя) – wieś na Ukrainie, w obwodzie donieckim, w rejonie pokrowskim, w hromadzie Pokrowsk. W 2001 liczyła 238 mieszkańców.